# Saison 1993-1994 du Racing Club de Lens
Chronologie
Saison précédente Saison suivante
La saison 1993-1994 du Racing Club de Lens, troisième consécutive du club en première division, a vu l'équipe terminer dixième du Championnat de France.
Le RC Lens termine le championnat en dixième position et est demi-finaliste de la Coupe de France. En championnat, Roger Boli termine meilleur buteur avec 20 réalisations, à égalité avec Youri Djorkaeff et Nicolas Ouédec.

## Avant-saison

### Transferts
Les recrues faisant l'objet de transferts sont les arrivées de Frédéric Meyrieu du Sporting Toulon Var et Patrice Marquet des Girondins de Bordeaux,. Marquet ne reste toutefois au club que quelques semaines avant de rejoindre Le Havre AC.

## Compétitions

### Championnat
La saison de championnat de division 1 1993-1994 a lieu du 23 juillet 1993 au 21 mai 1994. C'est la 56e édition du championnat de France de football et elle oppose 20 clubs au cours de 38 rencontres. C'est la 41e participation du Racing Club de Lens à cette compétition.

#### Déroulement de la saison
Le championnat commence pour le Racing Club de Lens par un déplacement sur le terrain de l'Olympique de Marseille. Les Lensois s'inclinent un but à zéro sur une réalisation de Basile Boli. Après deux matchs nuls 0-0 réalisés à domicile contre le RC Strasbourg puis à l'extérieur contre le Lille OSC, le RC Lens inscrit ses premiers buts en championnat lors de la victoire deux buts à un contre Montpellier lors de la quatrième journée. Après trois défaites consécutives, le RC Lens devient relégable durant une journée. Ayant ensuite de meilleurs résultats, le RC Lens termine cette première moitié de saison en quatorzième position. Ce début de saison est marqué par les absences de blessures de plusieurs joueurs importants tels que Pierre Laigle, Éric Sikora, François Omam-Biyik, ainsi que le départ en sélection nationale de Robbie Slater, place conservée au commencement de la trêve hivernale.
La deuxième partie de saison est meilleure pour le club lensois. Commençant l'année par quatre matchs victorieux consécutifs, pour une série de sept matchs sans défaite, le club réussit à atteindre la première moitié du classement. Malgré trois défaites dans les quatre derniers matchs, le RC Lens termine ce championnat en dixième position. Roger Boli en termine meilleur buteur avec 20 réalisations, à égalité avec Youri Djorkaeff et Nicolas Ouédec.

#### Classement final et statistiques
Le Racing Club de Lens termine le championnat à la dixième place avec 13 victoires, 13 matchs nuls et 12 défaites. Lens présente la septième attaque avec 49 buts et la dixième meilleure défense avec 40 buts encaissés. Le Racing Club de Lens, dixième équipe à domicile avec 26 points, occupe la même place pour le classement à l'extérieur, cette fois avec 13 points.

### Coupe de France
Le RC Lens entre en lice en Coupe de France, comme tous les clubs professionnels de première division, au niveau des trente-deuxièmes de finale. Les Lensois se déplacent le 22 janvier 1994 au stade Jean-Bouin d'Angers affronter le Foyer Espérance de Trélazé, pensionnaire de promotion de ligue,. Les Lensois s'imposent cinq buts à zéro,.
Au tour suivant, le tirage au sort amène Lens à recevoir le Sporting Club de Bastia, membre de la deuxième division et qui ambitionne principalement la montée en première division cette saison. Lors du match, Lens ouvre le score en première mi-temps grâce à Omam-Biyik. Sikora puis Laigle permettent au RC Lens de se qualifier par trois buts à zéro,.
En huitièmes de finale, le RC Lens reçoit à nouveau un club de deuxième division, l'Olympique football club Charleville. Le temps réglementaire ne permet pas aux deux équipes de se départager, Sogué répliquant en fin de match pour Charleville au but lensois de Roger Boli inscrit en première période. En prolongation, Lens s'impose grâce à deux buts de Frédéric Meyrieu et Fouzari contre son camp,.
Comme au premier tour, le RC Lens se déplace pour le quart de finale. Le club artésien affronte le Paris Saint-Germain, futur champion de France. La première mi-temps permet à Paris d'ouvrir le score par Guérin à la 25e minute. En deuxième mi-temps, le RC Lens retourne la situation en deux minutes, grâce à un premier but de Boli à la 70e minute. Dans la minute de jeu suivante, Laigle donne l'avantage à Lens d'un tir de plus de 20 mètres,. Le club tient ensuite le score et se qualifie donc pour une demi-finale, la première depuis l'édition 1980-1981.
Le tirage au sort de la demi-finale amène le RC Lens à recevoir Montpellier. La première mi-temps ne permet pas de faire évoluer le score. La deuxième voit Lens réclamer un penalty non accordé par l'arbitre à la 47e minute quand Sébastien Dallet se retrouve à terre dans la surface de réparation montpelliéraine. Montpellier s'impose ensuite deux buts à zéro, sur des réalisations de Sanchez et Carotti,,. Montpellier perd la finale trois buts à zéro contre l'AJ Auxerre.

## Joueurs et encadrement technique

### Effectif professionnel
Le tableau ci-dessous reprend l'effectif lensois pour la saison 1993-1994

### Statistiques individuelles
Deux joueurs lensois disputent les 38 matchs de championnat, il s'agit du gardien Guillaume Warmuz et du défenseur Jimmy Adjovi-Boco. Plusieurs autres joueurs dépassent les 30 rencontres disputées. Ainsi, Jean-Guy Wallemme et Roger Boli en disputent 35, Frédéric Déhu et Frédéric Meyrieu 34, Éric Sikora et Hervé Arsène 33.
Le meilleur buteur en championnat est Roger Boli. Premier ex-aequo du classement des buteurs, il inscrit 20 réalisations.

## Affluences
Affluence du Racing Club de Lens à domicile, lors de la saison 1993-1994

## Équipe réserve
Pour la saison 1993-1994, l'équipe réserve du RC Lens évolue dans le groupe A du championnat de France de National 2, la quatrième division de football en France. Lens B termine cette saison à la quatrième place.